# David Hellebuyck
David Hellebuyck (n. 12 mai 1979, Nantua, Franța) este un fotbalist aflat sub contract cu OGC Nice.